# 월암로 (나주 함평)
월암로(Woram-ro)는 전라남도 나주시 다시면 월태리 다시교차로와 함평군 나산면 송암리를 잇는 도로이다.

## 연혁
- 2009년 7월 3일 : 2개 이상 시·군에 걸쳐 있는 광역도로로 월암로를 고시[1]

## 주요 경유지
전라남도
- 나주시 (다시면 . 문평면) - 함평군 (나산면)

## 노선
| 이름                | 접속 노선                 | 소재지 | 소재지 | 비고 |
| ------------------- | ------------------------- | ------ | ------ | ---- |
| 다시 교차로         | 국도 제1호선 (영산로)     | 나주시 | 다시면 |      |
| 백동교              |                           | 나주시 | 다시면 |      |
| 청정교              |                           | 나주시 | 다시면 |      |
|                     | 문평면                    | 나주시 |        |      |
| 학교삼거리          | 지방도 제818호선 (문평로) | 나주시 |        |      |
| 송죽교              |                           | 함평군 | 나산면 |      |
| 죽말교              |                           | 함평군 | 나산면 |      |
| 나산면송암리 교차로 | 지방도 제825호선 (체암로) | 함평군 | 나산면 |      |

## 주요 건물 및 시설
- 남도추모공원 (전라남도 나주시 문평면 월암로 1050)